# Robert Philippot
Pour les articles homonymes, voir Philippot.
Robert Philippot est un militant communiste de Lot-et-Garonne, élu député du PCF à Agen, déporté et mort à Auschwitz.

## Biographie
Né le 14 mars 1889 à Castets-en-Dorthe (Gironde), Robert Philippot exerce d’abord la profession de garçon de café.
Il s’engage le 30 mars 1908 dans le 9e régiment d'infanterie alors en garnison à Marmande comme soldat musicien. Envoyé en Algérie puis affecté au Mont-Valérien, il est libéré le 1er mars 1913 et entre dans les PTT comme facteur.
Rappelé aux armées le 1er août 1914, Philippot ne retrouve la vie civile que le 1er juin 1919 et redevient facteur rural à Saint-Laurent (Lot-et-Garonne), près de Port-Sainte-Marie.
Il s'engage alors dans l'action politique et syndicale. Il rejoint la SFIC aussitôt après le congrès de Tours. En 1923, il préside la section de l'ARAC de Port-Sainte-Marie. La même année, il siège au comité fédéral communiste. Admis à l'examen de facteur receveur, il est nommé au bureau de Feugarolles. Accusé d'avoir tenu dans une réunion publique des propos « défaitistes », il est traduit devant le conseil de discipline. L'administration demande la mise en disponibilité, le conseil s'en tint au changement de résidence sans diminution de traitement. Le 16 juillet 1923, il est muté au Havre. Le Parti communiste et la CGTU lancèrent une campagne de protestation. Dans un premier temps, Philippot accepte son déplacement. Après avoir quitté le département, il prit un congé illimité en novembre 1923 et revint à Saint-Laurent où il s'associe à un marchand de bestiaux. Son retour coïncida avec la mise à l'écart du secrétaire de la Fédération communiste, E. Roger. Philippot occupe ce poste jusqu'au congrès du 28 décembre 1924. Par la suite, il assure le secrétariat du rayon du Lot-et-Garonne de 1932 à 1934.
Candidat aux cantonales, il est élu à Port-Sainte-Marie, en octobre 1934 et conseiller municipal en mai suivant. En 1935, il est désigné comme secrétaire de la Fédération départementale des élus du Front populaire.
En mai 1936, il est élu député d’Agen, battant le candidat radical-socialiste au 2e tour de scrutin. À la Chambre des députés, il siège dans le groupe communiste et fait partie des commissions de la marine marchande, des boissons, des P.T.T. et de la marine militaire.
Il est arrêté le 8 octobre 1939 pour constitution du groupe ouvrier et paysan français, groupe parlementaire créé en remplacement du groupe communiste dissous, et remis en liberté pour raison de santé. Bien qu'ayant démissionné de ce groupe en janvier 1940, il déchu de son mandat le 21 janvier 1940 et condamné le 3 avril 1940 par le 3e tribunal militaire de Paris à 4 ans de prison avec sursis, 5 000 francs d'amende et 5 ans de privation de ses droits civiques et politiques. Durant ce procès, Philippot refuse de s'associer à la déclaration de François Billoux. Il fut malgré tout emprisonné le 11 octobre 1940 au « centre de séjour surveillé » d'Aincourt, à la prison de Fontevrault le 4 décembre 1940, à la centrale de Clairvaux, le 20 janvier 1941 et enfin au camp d'internement de Rouillé.
Déporté comme otage par le convoi du 6 juillet 1942, dit « convoi des 45 000 », à destination d'Auschwitz, il y meurt le 25 août 1942 selon les registres du camp.